# WorldNetDaily
WorldNetDaily (WND) est un site web d'information, d'opinion et agrégateur américain décrit comme « marginal », d'extrême droite,,, et  conservateur. 
Le site est connu pour diffuser de la désinformation et des théories conspirationnistes,,,,,,,,. Il a été Fondé en 1997 par Joseph Farah qui est son actual rédacteur en chef et CEO.